# Військово-морські сили Словенії
Військо́во-морські́ си́ли Слове́нії (словен. Slovenska Mornarica) — невід'ємна частина збройних сил Словенії. Представлена єдиною військово-морською частиною — 430-м дивізіоном ВМС (430. mornariški divizion).

## Історія
Після здобуття Словенією незалежності в 1991 році військовий флот країни було збудовано з нуля, оскільки на озброєнні сил територіальної оборони Словенії не було ніяких мореплавних засобів. На морі не сталося жодної істотної події Десятиденної війни. У 1991 році в Анкарані було сформовано невеликий загін водолазів, оснащений спортивним водолазним спорядженням з причини ембарго ООН на поставки зброї до колишніх югославських республік. Після зняття ембарго в 1996 році Словенія придбала лише один патрульний катер IAI-Ramta Super Dvora Mk2 — класу Super Dvora Mk2, побудований в Ізраїлі і названий на честь місця розташування штабу ВМС Словенії селища Анкаран. У 2008 році Міністерство оборони оголосило, що Словенія закупить один російський патрульний катер класу Project 10412, запропонований у рахунок сплати боргу перед Словенією в кілька мільйонів доларів. Судно було згодом названо Триглав на честь національного символу гори Триглав. Спеціально обладнаний для словенських потреб він оптимізований для патрулювання і позбавлений протикорабельних ракет як у варіанті, що на озброєнні ВМФ Росії.

## Участь в міжнародних операціях
Словенський патрульний катер «Триглав» наприкінці 2013 року було направлено до східної Сицилії, щоб допомогти Італії впоратися з біженцями з Північної Африки в рамках операції «Маре Нострум».

## Бойовий склад
| Тип                                     | Зображення | Бортовий номер | Назва     | У складі флоту | Стан    | Примітки                      |
| --------------------------------------- | ---------- | -------------- | --------- | -------------- | ------- | ----------------------------- |
| патрульний катер типу Super Dvora Mk II |            | 21             | «Анкаран» | з 1996 року    | в строю | Ізраїль, стандартний варіант. |
| патрульний катер проекту 10412          |            | 11             | «Триглав» | з 2008 року    | в строю | Росія, експортний варіант.    |

## Прапори кораблів і суден

Військово-морський прапор
Гюйс

## Військові звання

### Офіцери
| Категорії               | Офіцери | Офіцери     | Офіцери       | Офіцери  | Офіцери             | Офіцери          | Офіцери           | Офіцери              | Офіцери           | Офіцери          |
| ----------------------- | ------- | ----------- | ------------- | -------- | ------------------- | ---------------- | ----------------- | -------------------- | ----------------- | ---------------- |
| Нарукавний знак         |         |             |               |          |                     |                  |                   |                      |                   |                  |
| Словенське звання       | Admiral | Viceadmiral | Kontraadmiral | Kapitan  | Kapitan bojne ladje | Kapitan fregate  | Kapitan korvete   | Poročnik bojne ladje | Poročnik fregate  | Poročnik korvete |
| Український відповідник | Адмірал | Віцеадмірал | Контрадмірал  | Коммодор | Капітан I рангу     | Капітан II рангу | Капітан III рангу | Капітан-лейтенант    | Старший лейтенант | Лейтенант        |

### Підофіцери і матроси
| Категорії               | Підофіцери              | Підофіцери        | Підофіцери       | Підофіцери | Підофіцери          | Підофіцери    | Підофіцери   | Підофіцери | Матроси     | Матроси  | Матроси     | Матроси |
| ----------------------- | ----------------------- | ----------------- | ---------------- | ---------- | ------------------- | ------------- | ------------ | ---------- | ----------- | -------- | ----------- | ------- |
| Нарукавний знак         |                         |                   |                  |            |                     |               |              |            |             |          |             |         |
| Словенське звання       | Višji štabni praporščak | Štabni praporščak | Višji praporščak | Praporščak | Višji štabni vodnik | Štabni vodnik | Višji vodnik | Vodnik     | Naddesetnik | Desetnik | Poddesetnik | Vojak   |
| Український відповідник |                         |                   |                  |            |                     |               |              |            |             |          |             |         |